# María Teresa Moraová
María Teresa Moraová Iturralde (15. října 1902, Havana – 3. října 1980, tamtéž) byla kubánská šachistka. Byla jedinou osobou, které José Raúl Capablanca poskytnul přímé šachové lekce.

## Tituly
Roku 1950 jí FIDE udělila titul mezinárodní mistryně.

## Soutěže jednotlivkyň

### Mistrovství Kuby žen
Roku 1922 zvítězila na mistrovství Kuby v šachu. Od roku 1938 do roku 1960 pravidelně vítězila na mistrovství Kuby v šachu žen.

### Turnaje mistrovství světa žen
Dvakrát se zúčastnila turnaje o titul mistryně světa v šachu (roku 1939 v Buenos Aires, kde se umístila na sedmém až osmém místě, a na přelomu let 1949-1950 v Moskvě, kde skončila desátá až jedenáctá).
| Rok       | Turnaj                           | Místo        | Body | Partie | Výhry | Remízy | Prohry | Pořadí  | Počet účastnic |
| --------- | -------------------------------- | ------------ | ---- | ------ | ----- | ------ | ------ | ------- | -------------- |
| 1939      | 7. mistrovství světa v šachu žen | Buenos Aires | 11   | 19     | 10    | 2      | 7      | 7.-8.   | 20             |
| 1949-1950 | 8. mistrovství světa v šachu žen | Moskva       | 6    | 15     | 4     | 4      | 7      | 10.-11. | 16             |